# Theridion mystaceum
Theridion mystaceum là một loài nhện trong họ Theridiidae.
Cả con đực và cái có kích thước 1,5 đến 2 mm. Chúng có màu sáng, tuy nhiên cũng gặp một số cá thể có màu tối. Chúng sống trên các nhánh cây, bụi rậm và được tìm thấy ở vùng sinh thái tây miền Cổ bắc.